# Chirat-l’Église
Chirat-l’Église település Franciaországban, Allier megyében. Lakosainak száma 128 fő (2022. január 1.). Chirat-l’Église Bellenaves, Coutansouze, Louroux-de-Bouble, Monestier, Target és Vernusse községekkel határos.

## Népesség
A település népességének változása:
| Lakosok száma | 221  | 166  | 129  | 132  | 129  | 128  | 128  | 128  | 128  | 128  |
|               | 1968 | 1982 | 1990 | 2006 | 2013 | 2015 | 2017 | 2019 | 2020 | 2022 |